# Universidade de Düsseldorf

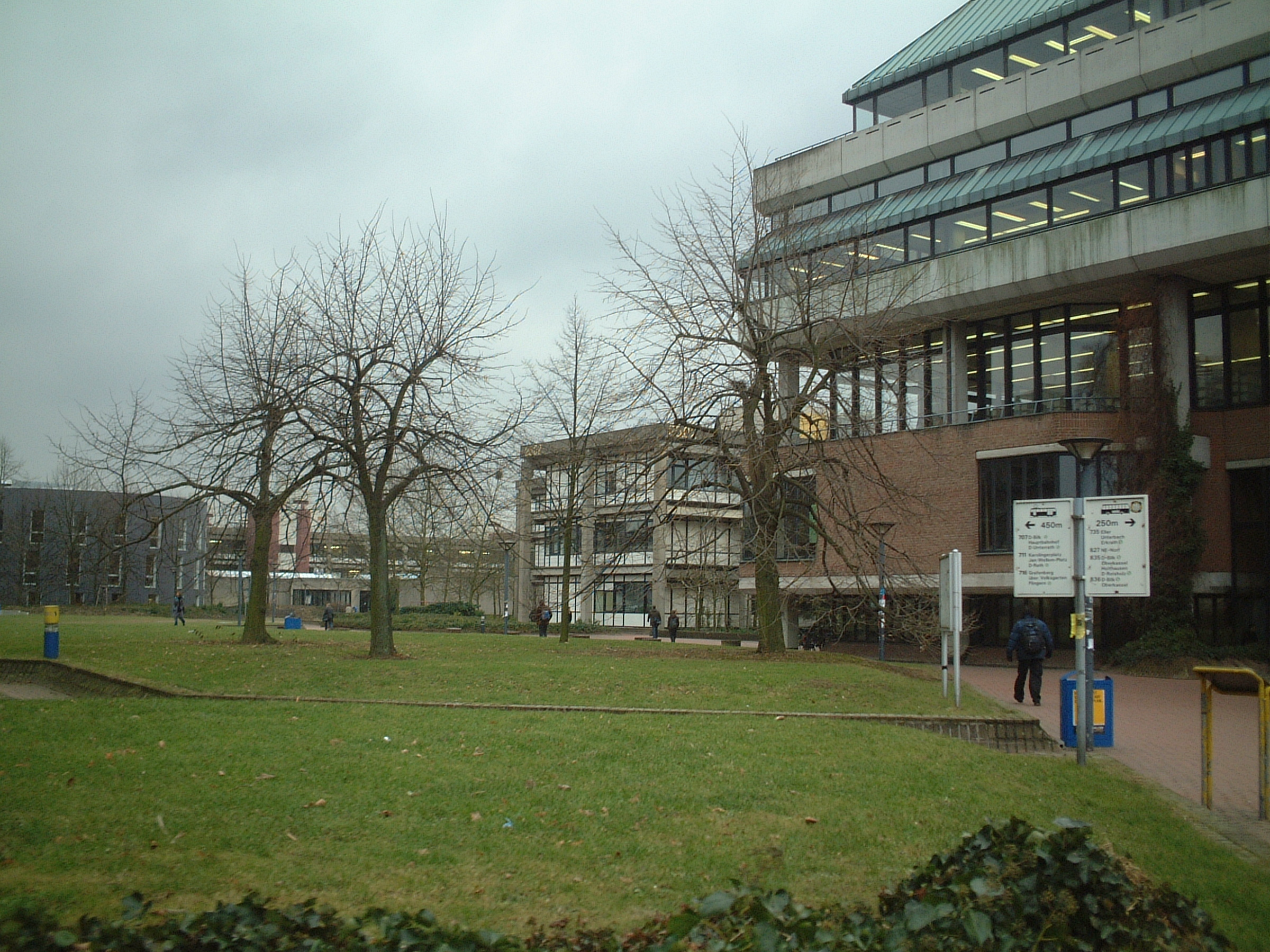
Campus da Universidade Heinrich Heine

A Universidade Heinrich Heine de Düsseldorf ou, na sua forma portuguesa, de Dusseldórfia (em alemão: Heinrich-Heine-Universität Düsseldorf) é resultado de uma academia de medicina fundada em 1965, na cidade de Düsseldorf, e desde 1993 agrega cinco faculdades. No semestre de inverno de 2008/2009 possuia 16.055 estudantes, sendo que a maioria estava inscrita nos cursos de medicina (2.502), línguas germânicas (em alemão: Germanistik) (1.674) e biologia (1.388).

O nome da Universidade deve-se ao poeta alemão Heinrich Heine, que nasceu na cidade.

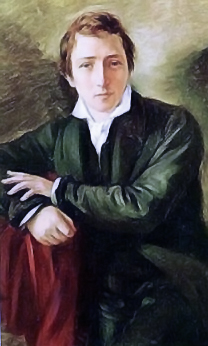
O poeta Heinrich Heine, pintura de 1831